# Santa María Yaxché (Tahmek)
Santa María Yaxché, es una comisaría del municipio de Tahmek en el estado de Yucatán, México.

## Toponimia
El nombre (Santa María Yaxché) hace referencia a María de Nazaret y yaxché que idioma maya que significa árbol de ceiba (Ceiba pentandra).

## Sitios de interés turístico
Se encuentra el casco de una exhacienda. 

## Demografía
Según el censo de 1990 realizado por el INEGI, la población de la localidad era de 0 habitantes.
| 2                           | 5 | 7 | 3 | 0 | 3 | 0 | 0 | ? | 0 |
| (Fuente: INEGI [Consultar]) |   |   |   |   |   |   |   |   |   |